# Berque
Berque (em tártaro: Бәркә; romaniz.: Berke; em mongol: Бэрх; romaniz.: Berkh) foi um nobre mongol do século XIII, filho de Jochi. Em 1257, Sucedeu Ulagueche, a quem possivelmente envenenou, como cã do Canato da Horda Azul. Governou até 1266, quando foi sucedido por Mangu Temir.